# 朱早观

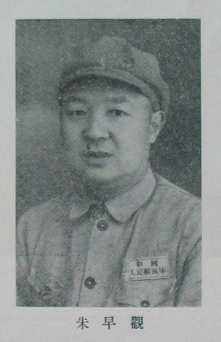
朱早觀近照

朱早观（1903年—1955年8月），原名昭观，号丹波，苗族，湖南凤凰人，中国人民解放军人物。

## 生平
朱早观早年曾就读于模范国民学校（今文昌阁小学），16岁时考入贵州陆军讲武堂。后因对学堂教育不满而辍学，在昆明、越南等地游历。此后加入粤军，并于1920年出任粤军第二师参谋。次年，在湘西巡防军统领陈渠珍麾下任少校参谋。1922年再次前往广东并在林伯渠介绍下加入中国国民党。北伐期间历任国民革命军干部团长、中央直辖独立第三师旅长、师参谋长等。1927年回到家乡凤凰县，又在陈渠珍部下出任湘西十三县筹备会副主任、三十四师长沙办事处副处长。
1937年受彭德怀函召，赴延安，任八路军总部高级参议兼总部随营干部学校军事教员。1938年3月加入中国共产党。任十八集团军野政干部教育科副科长，十八集团军野司副官处长兼干部训练大队长。1944年任王震三五九旅组成的八路军南下支队参谋长。1945年任湘鄂赣边军区参谋长兼边区党委统战部部长、军政干部学校校长、中原军区副参谋长兼敌工部长、中原局统战部副部长。
解放战争时期，任陕甘宁晋绥联防军区参谋长、西北军区副参谋长。
1949年成为第一届全国政协委员。中华人民共和国成立后，于1949年10月出任中国人民解放军总部第五局局长。次年任中央军委办公厅副主任。1954年出任第一届全国人民代表大会代表、人大民族委员会委员、国防部办公厅副主任。
已评定为少将军衔，但未及受限，于1955年8月20日12时突发心脏病在北京逝世。骨灰安放在八宝山烈士公墓。

## 脚注
1. ↑  . 人民日报. 1955年8月21日: 第1版.